# Франсуа де Монтлезен де Безмо
Франсуа́ де Монтлезе́н де Безмо́ (фр. Francois de Montlezun, sieur de Baisemeaux (Besmaux); 1613—1697) — французький аристократ, мушкетер, сучасник д'Артаньяна. Пізніше став комендантом відомої королівської в'язниці Бастилія. За тодішньою традицією цю посаду Безмо придбав за 40 тисяч ліврів і заробив на цій посаді близько двох мільйонів ліврів.

## Виноски
1. ↑  d'Artagnan — ultimate Musketeer